# Linda Sítková
Linda Sítková (* 28. března 1981) je česká varhanice. Věnuje se koncertní činnosti v Čechách i v zahraničí, výuce a hudebním doprovodům liturgie a je varhanicí ve farnosti u sv. Jana Nepomuckého na Skalce na Novém Městě Pražském.

## Život a vzdělání
Pochází z Rožnova pod Radhoštěm, kde navštěvovala základní uměleckou školu ve třídě Evy Průšové a Libuše Pavelčákové. Po maturitě na tamním gymnáziu nastoupila v roce 1999 na Pražskou konzervatoř do varhanní třídy prof. Jana Hory. V letech 2003 až 2008 studovala dále pod jeho vedením na Hudební fakultě Akademie múzických umění v Praze. Od roku 2004 do února 2009 byla posluchačkou prestižní Hochschule für Musik und Darstellende Kunst ve Stuttgartu u vynikajícího norského varhaníka a pedagoga prof. Jona Laukvika. Od roku 2010 pokračovala ve Stuttgartu rovněž u prof. J. Laukvika studiem Solistenklasse, kterou úspěšně zakončila v roce 2012. V roce 2013 pak završila svá studia na AMU v Praze v rámci doktorského studijního programu ve třídě prof. J. Hory a získala titul Ph.D. (téma disertační práce „Varhany v instrumentálních komorních obsazeních v české tvorbě po roce 1945“). 
Aktivně se účastnila  mistrovských kurzů u předních pedagogů a interpretů varhanní literatury: Ewald Kooiman, Ludger Lohmann, Martin Sander, Harald Vogel, Almut Rössler, Thiery Mechler a další.

## Ocenění a soutěže
- 1. cena na Mezinárodní varhanní soutěži v Opavě (2000) a cena Českého hudebního fondu za nejlepší provedení soudobé skladby
- 3. cena na soutěži Voříškův Vamberk (2001)
- 3. cena na Mezinárodní varhanní soutěži v Brně (2002)
- 3. cena na Mezinárodní varhanní soutěži J. P. Sweelincka v Gdaňsku (2003)
- 1. cena na Mezinárodní varhanní soutěži v Mülheimu (2004)
- 2. cena na Mezinárodní soutěži o Bachovu cenu ve Wiesbadenu (2005)
- čestné uznání z finále Mezinárodní soutěže Pražského jara (2006)
- cena Jeana Langlaise na Mezinárodním varhanní soutěži v St Albans (2007)
- 2. cena v interpretační soutěži na Mezinárodním varhanní soutěži v St Albans (2009), kterou získala jako jediný český účastník v historii soutěže od roku 1963

## Koncertní činnost
Linda Sítková v současné době pravidelně koncertuje u nás i v zahraničí. Jako sólistka vystoupila na mnoha mezinárodních varhanních festivalech: Chartres (Francie), Birmingham (Anglie), Edinburgh (Skotsko), Naumburg, Stuttgart, Nürnberg, Bonn, Karlsruhe (Německo), Wien (Rakousko), Malmö (Švédsko), Oslo, Tonsberg (Norsko) a dalších.
Dále se intenzivně věnuje spolupráci s předními komorními i symfonickými tělesy (Janáčkova filharmonie v Ostravě, Jihočeská komorní filharmonie, Plzeňská filharmonie, Pražský filharmonický sbor, Bach-Collegium Praha a dalšími) a s předními českými instrumentalisty (Lucie Hilscherová - mezzosoprán, Roman Janál - baryton, Jan Verner - trubka, Marie Fuxová - housle, Magdalena Mašláňová - housle, Jan Adamus - hoboj, Hans Kistler - klarinet a další).

## Liturgická praxe
V současnosti je varhanicí ve farnosti u sv. Jana Nepomuckého na Skalce na Novém Městě Pražském (německá farnost v Praze).
V letech 2012 - 2018 působila u sv. Prokopa v Praze na Žižkově a v letech 2000 - 2008 u sv. Ignáce v Praze na Karlově náměstí.